# Doble doble
Un doble doble és quan en un partit de bàsquet un jugador aconsegueix dobles dígits en dues valoracions diferents del partit, per exemple, si aconsegueix deu o més rebots i deu o més punts.